# Citroën AX
 Ikke at forveksle med Citroën Axel.
Citroën AX (type ZA) var en minibil, bygget af den franske bilfabrikant Citroën mellem efteråret 1986 og slutningen af 1998 i Aulnay-sous-Bois nordøst for Paris.

## Positionering
AX afløste både Citroën Visa og Citroën LN og skulle lukke det hul, som i 1980'erne var opstået mellem på den ene side mellemklassebilen BX, og på den anden side den forældede 2CV.

## Udvikling/historie
Det øverste mål ved udviklingen af AX var at bygge en minibil med størst mulig kabine og lavest mulig vægt. Et forbillede var konceptbilen Citroën ECO 2000, på grundlag af hvilket udviklingen af de første prototyper med navnet S9 begyndte i 1981. Under formgivningen medvirkede designeren Nuccio Bertone.
Oprindeligt var der også planlagt en søstermodel fra Talbot som efterfølger for deres model Samba. Talbot-mærkets lave salgstal kombineret med Peugeot 205's store succes fik Peugeot til at afskaffe Talbot-mærket samtidig med introduktionen af AX, hvorfor Talbot-versionen aldrig gik i serieproduktion.
Den lave vægt (basismodellen AX 10 E vejede kun 640 kg) var hovedsageligt opnået gennem brugen af lette materialer, som for eksempel bagklappens nederste del af kunststof.
Ligesom på mange andre Citroën-modeller var karrosseriet på AX strømlinet. Luftmodstandskoefficenten (Cw) på 0,31 var i 1986 usædvaligt lav for en bil af denne størrelse.
Citroën AX blev præsenteret på Paris Motor Show i foråret 1986. Produktionen begyndte i oktober måned samme år, og salget startede i de fleste europæiske lande i marts 1987.
Den første serie var kendetegnet ved mange fralægningsrum og opbevaringsmuligheder i kabinen. Fordørene i tredørsmodellen var udstyret med drikkevareholdere, som kunne rumme en 1,5-liters sodavandsflaske.
I starten af 1988 blev den hidtil kun som tredørs tilgængelige AX suppleret med en femdørsudgave. I denne version måtte drikkevareholderne dog vige pladsen for højttalerne.
Modellen blev med succes også indsat i motorsporten, primært topmodellerne Sport og GTi.
AX fandtes også med dieselmotor. Denne version var i flere år verdens mest sparsommelige, serieproducerede bilmodel.
- Bagfra
- Citroën AX femdørs (1988–1991)
- Citroën AX Sport (1987–1988)

### Facelift
I juli 1991 gennemgik AX et facelift. Den faceliftede AX kunne kendes på hvide blinklysglas fortil, en modificeret bagklap og det på midten af motorhjelmen monterede Citroën-logo. Kabinen blev mere omfattende modificeret med et stærkt udglattet instrumentbræt, hvor nogle af småtingsrummene bortfaldt.
For 1,4-liters dieselmodellen fra 1992 var der af Citroën i salgskataloget angivet et brændstofforbrug på 3,2 liter pr. 100 km ved 90 km/t, opnået med specielle letløbsdæk fra Michelin.
I 1994 satte AX Eco en forbrugsverdensrekord på 2,7 liter/100 km. Eco var en modificeret forsøgsbil baseret på dieselmodellen. Bilen, som kun vejede 672 kg, var udstyret med en gearkasse med højere udveksling og et modificeret indsprøjtningssystem. Der blev ligeledes benyttet lette karrosseridele af kunststof og dæk med en meget lav rullemodstand.
Modelprogrammet blev indskrænket betydeligt i 1996 da efterfølgeren Saxo, som i grunden var en videreudvikling af AX, blev introduceret. Produktionen i Frankrig blev afsluttet i december 1998 efter en produktion på 2.424.808 eksemplarer af forskellige versioner og specialmodeller.
- Citroën AX tredørs (1991–1998)
- Bagfra
- Instrumentbræt

## Motorer
Til Citroën AX blev der udviklet en ny serie af motorer, type "TU", som gjaldt som robust og vedligeholdelsesvenlig. Motoren var baseret på den tidligere "X"-motor, som blev introduceret i Peugeot 104 og også benyttet i Peugeot 205, men motoren hældte ikke så kraftigt bagud, og gearkassen var monteret ved siden af og ikke under motoren. Karburatormotorerne i den første serie blev senere afløst af moderne benzinindsprøjtningssystemer med reguleret katalysator.
| Model         | Motorkode       | Slagvolume (cm³) | Fødesystem         | Maks. effekt kW (hk) ved omdr./min. | Maks. drejnings- moment Nm ved omdr./min. | Byggeperiode  |
| Benzinmotorer | Benzinmotorer   | Benzinmotorer    | Benzinmotorer      | Benzinmotorer                       | Benzinmotorer                             | Benzinmotorer |
| ------------- | --------------- | ---------------- | ------------------ | ----------------------------------- | ----------------------------------------- | ------------- |
| 1.0           | TU9 (C3A)       | 954              | Karburator         | 33 (45)/5200                        | 71/2800                                   | 1986−1990     |
| 1.0           | TU9MZ (CDY)     | 954              | Monopoint          | 37 (50)/6000                        | 73/3700                                   | 1990−1998     |
| 1.1           | TU1/K (H1B)     | 1124             | Karburator         | 40 (54)/5800                        | 89/3200                                   | 1986−1990     |
| 1.1           | TU1M/Z (HDZ)    | 1124             | Monopoint          | 44 (60)/6200                        | 89/3800                                   | 1989−1996     |
| 1.3           | TU24            | 1294             | Dobbelt karburator | 70 (95)/6800                        | 113/5000                                  | 1987−1988     |
| 1.4           | TU3 (K1B)       | 1360             | Karburator         | 48 (65)/5200                        | 109/3000                                  | 1986−1987     |
| 1.4           | TU3CP (KAY)     | 1360             | Karburator         | 44 (60)/6000                        |                                           | 1987−1988     |
| 1.4           | TU3CP (K1F)     | 1360             | Karburator         | 51 (69)/5400                        | 107/3200                                  | 1988−1990     |
| 1.4           |                 | 1360             | Dobbelt karburator | 62 (84)/6400                        | 115/4000                                  | 1988−1991     |
| 1.4           | TU3M (KDZ)      | 1360             | Monopoint          | 55 (75)/6200                        | 109/4000                                  | 1988−1991     |
| 1.4           | TU3MZ (KDY)     | 1360             | Monopoint          | 55 (75)/6200                        | 109/4000                                  | 1991−1993     |
| 1.4           | TU3MCZ (KDX)    | 1360             | Monopoint          | 55 (75)/5800                        | 113/4000                                  | 1993−1996     |
| 1.4           | TU3FJ2L (KFZ)   | 1360             | Multipoint         | 70 (95)/6600                        | 120/4200                                  | 1991−1996     |
| Dieselmotorer |                 |                  |                    |                                     |                                           |               |
| 1.4           | TUD3 (K9A)      | 1360             | Hvirvelkammer      | 39 (53)/5000                        | 83/2500                                   | 1989−1994     |
| 1.5           | TUD5/Y/L3 (VJY) | 1527             | Hvirvelkammer      | 40 (54)/5000                        | 95/2250                                   | 1994−1996     |
| 1.5           | TUD5/Y/L3 (VJZ) | 1527             | Hvirvelkammer      | 42 (57)/5000                        | 95/2250                                   | 1994−1996     |

### Tekniske data for AX model 1994
|                                                | 1.0i                           | 1.1i                | 1.4i                                      | 1.4 GTI             | 1.4 D              |
| Motordata                                      |                                |                     |                                           |                     |                    |
| Motortype                                      | R4-benzinmotor                 | R4-benzinmotor      | R4-benzinmotor                            | R4-benzinmotor      | R4-dieselmotor     |
| Antal ventiler pr. cylinder                    | 2                              | 2                   | 2                                         | 2                   | 2                  |
| Ventilstyring                                  | OHC, tandrem                   | OHC, tandrem        | OHC, tandrem                              | OHC, tandrem        | OHC, tandrem       |
| Fødesystem                                     | Monopoint                      | Monopoint           | Monopoint                                 | Multipoint          | Hvirvelkammer      |
| Trykladning                                    | –                              | –                   | –                                         | –                   | –                  |
| Køling                                         | Vandkøling                     | Vandkøling          | Vandkøling                                | Vandkøling          | Vandkøling         |
| Boring × slaglængde                            | 70,0 × 62,0 mm                 | 72,0 × 69,0 mm      | 75,0 × 77,0 mm                            | 75,0 × 77,0 mm      | 75,0 × 77,0 mm     |
| Slagvolume                                     | 954 cm³                        | 1124 cm³            | 1361 cm³                                  | 1361 cm³            | 1361 cm³           |
| Kompressionsforhold                            | 9,4:1                          | 9,4:1               | 9,3:1                                     | 9,9:1               | 22,0:1             |
| Maks. effekt ved omdr./min.                    | 37 kW (50 hk) 6000             | 44 kW (60 hk) 6200  | 55 kW (75 hk) 5800                        | 70 kW (95 hk) 6600  | 39 kW (53 hk) 5000 |
| Maks. drejningsmoment ved omdr./min.           | 73 Nm 3700                     | 89 Nm 3800          | 113 Nm 4000                               | 120 Nm 4200         | 83 Nm 2500         |
| Kraftoverførsel                                |                                |                     |                                           |                     |                    |
| Drivende hjul (standardudstyr)                 | Forhjul                        | Forhjul             | Forhjul                                   | Forhjul             | Forhjul            |
| Drivende hjul (ekstraudstyr)                   | –                              | –                   | Alle                                      | –                   | –                  |
| Gearkasse (standardudstyr)                     | 4-trins manuel                 | 4-trins manuel      | 5-trins manuel                            | 5-trins manuel      | 5-trins manuel     |
| Gearkasse (ekstraudstyr)                       | 5-trins manuel                 | 5-trins manuel      | –                                         | –                   | –                  |
| Præstationer                                   |                                |                     |                                           |                     |                    |
| Topfart                                        | 151 km/t                       | 167 km/t            | 173 km/t 176 km/t1 165 km/t2              | 186 km/t            | 152 km/t           |
| Acceleration 0-100 km/t                        | 17,4 sek.                      | 13,7 sek.           | 11,9 sek. 11,5 sek.1 12,9 sek.2           | 9,9 sek.            | 17,9 sek.          |
| Brændstofforbrug pr. 100 km ved blandet kørsel | 6,3 liter 6,4 liter3 Blyfri 95 | 6,1 liter Blyfri 95 | 6,7 liter 6,9 liter1 7,7 liter2 Blyfri 95 | 7,1 liter Blyfri 95 | 4,5 liter Diesel   |

## Versioner

### AX Diesel
Den første AX Diesel kom på markedet i februar 1989 med den nyudviklede TUD-dieselmotor, som med et slagvolume på 1,4 liter ydede 39 kW (53 hk). Gennemsnitsforbruget lå på 4,6 liter/100 km. Modellen havde ingen katalysator. Dette ændrede sig med den i marts 1992 introducerede miljøvenlige dieselmotor, som med modificeret topstykke, oxidationskatalysator og højere gearing havde en brændstofforbrug på 4,5 liter/100 km. I september 1994 blev motoren opboret til 1,5 liter og ydede herefter 40 kW (54 hk).
I 1989 blev en AX udstyret med en 1,4-liters dieselmotor noteret i Guinness Rekordbog som verdens mest økonomiske serieproducerede bil efter at have opnået et gennemsnitligt brændstofforbrug på 0,27 liter/mil på strækningen fra Dover til Barcelona, en strækning på 1.000 miles (1.609 kilometer).

### AXSport/GT/GTi
AX Sport kom på markedet i Frankrig i april 1987. Modellen var udstyret med en 1294 cm³-motor med dobbelt karburator, som ydede 70 kW (95 hk). Et kendetegn for modellen var hvidlakerede stålfælge i lighed med Peugeot 205 Rallye. Denne version blev kun fremstillet frem til december 1988.
Fra januar 1988 blev AX GT fremstillet sideløbende med Sport. GT ydede 62 kW (84 hk) og havde ligesom Sport dobbelt karburator og ingen katalysator. Først da AX blev faceliftet i sommeren 1991, kunne AX GT fås med katalysator og indsprøjtning, men ydede så kun 55 kW (75 hk).
Samtidig med faceliftet af hele AX-serien kom AX GTi med multipoint-indsprøjtning på markedet. Med katalysator ydede motoren 70 kW (95 hk) ved 6600 omdr./min., og det maksimale drejningsmoment på 120 Nm blev opnået ved 4200 omdr./min. Motorens kompressionsforhold var i forhold til 75 hk-versionen øget let til 9,9:1.
I nogle lande kunne AX GTi også leveres uden katalysator og med en effekt på 72 kW (98 hk) ved 6800 omdr./min. AX GTi udgik af produktion i slutningen af 1996.
Versionerne Sport og GTi finder også i dag anvendelse i motorsporten. I rallycross danner bilen med sit slagvolume på 1,4 liter en billig indstigningsmodel, med hvilken unge fra 16 år uden kørekort kan få erfaring som racerkørere. Kombinationen af lav vægt, lille størrelse og høj effekt er ideel til rallycross.

### AX 4×4
I august 1991 blev AX-programmet udvidet med den firehjulstrukne AX 4×4. Modellen fandtes som tre- og femdørs med 1360 cm³-motoren med 55 kW (75 hk) fra AX GT.
Udefra kunne denne version kendes på rammebeskyttelseslisterne af kunststof og en 25 mm større frihøjde.
Baghjulstrækket blev tilsluttet pneumatisk med en kontakt på instrumentbrættet.
Den femdørs AX 4×4 var med en egenvægt på 840 kg den tungeste, serieproducerede AX.

### AXElectrique
AX Electrique, som blev introduceret i miniserie i 1993, var den første serieproducerede Citroën med eldrift. Elbilen havde ren eldrift, en 11 kW-jævnstrømsmotor som gav den en topfart på 91 km/t og en rækkevidde på 120 km. Batterierne med en spænding på 120 Volt og en ladekapacitet på 100 Ah var fordelt i motorrum og undervogn, hvorved kabinen kunne bevares. Energiforbruget lå på ca. 13−18 kWh pr. 100 km. På grund af vægtforøgelsen − egenvægten var med 995 kg meget højere end de konventionelle modeller − var Electrique kun godkendt til fire personer.
Da AX-serien blev afløst af Saxo, udgik AX Electrique af produktion i slutningen af 1996, og blev afløst af Saxo Electrique.
Af begge typerne AX Electrique og Saxo Electrique blev der i alt kun bygget ca. 2.800 biler.

### Specialmodeller
- AX Air France Madame: Sort lakering, forkromet kølergrill, dekorationsstriber, sportsrat
- Formel AX: Bygget i 600 eksemplarer, hvid lakering, dekorationsstriber, sportsrat, sort Jersey-indtræk
- AX Image: Dekorationsstriber, metallak og specielt indtræk
- AX K-Way: Logo, dekoration og indtræk i stil med modemærket af samme navn
- AX Noir: Sort metallak, forkromede beskyttelseslister og dekorationsstriber
- AX Plaisir: Rød eller hvid lakering, panoramatag, sportsrat og dekorationsstriber
- AX Salsa: Sort metallak, forkromede beskyttelseslister og dekorationsstriber
- AX Spot: Rød lakering, dekorationsstriber
- AX Teen (første serie): Hvid, blå eller rød lakering, dekorationsstriber, Jersey-indtræk
- AX Teen (anden serie): Hvid, sort, rød eller grå lakering, heldækkende hjulkapsler, dekorationsstriber, Jersey-indtræk
- AX Teen Tonic: Blå, grøn eller violet metallak, dekorationsstriber, Jersey-indtræk
- AX Triade: Bygget i 900 eksemplarer, blå lakering, panoramatag, dekorationsstriber og Jersey-blåt indtræk
- AX Volcane: Mørkegrå metallak, dekorationsstriber, dellæderindtræk

### AX BB Cabrio
AX BB Cabrio var en lille cabriolet baseret på AX fra 1988. Den portugisiske Citroën-forhandler Benjamin Barral fra Amadora i Lissabon byggede en uofficiel cabrioletudgave fra 1988 og indtil cirka 1996. Oprindeligt var modellen udstyret med 1,4-litersmotoren med dobbelt karburator fra AX GT, men senere kunne den leveres med alle til den lukkede tredørs AX tilgængelige motorer.

### Mega Club/Ranch
På basis af AX byggede firmaet Aixam Mega bilmodellerne Mega Club og Mega Ranch. Modellerne var inspireret af Citroën Méhari, med plastkarrosseri og kunne også leveres som cabriolet, med for- eller firehjulstræk. Disse modeller udgik i 1998 efter en produktion på næsten 1000 eksemplarer. En rallyversion blev benyttet i Trophée Andros tidligt i 1990, men med Ford- og Honda-motorer.
- Mega Club cabriolet
- Mega Ranch cabriolet

### AX Evasion
AX Evasion var en stationcarudgave af AX, præsenteret af firmaet Heuliez på Paris Motor Show 1988.

## Sikkerhed
Det svenske forsikringsselskab Folksam vurderer flere forskellige bilmodeller ud fra oplysninger fra virkelige ulykker, hvorved risikoen for død eller invaliditet i tilfælde af en ulykke måles. I rapporterne Hur säker är bilen? er/var AX klassificeret som følger:
- 1999: Mindst 40 % dårligere end middelbilen[5]
- 2001: Mindst 40 % dårligere end middelbilen[6]
- 2003: Mindst 15 % dårligere end middelbilen[7]
- 2005: Mindst 15 % dårligere end middelbilen[8]
- 2007: Dårligere end middelbilen[9]
- 2009: Dårligere end middelbilen[10]
- 2011: Dårligere end middelbilen[11]

## Efterbygning
Den malaysiske bilfabrikant Proton byggede i årene 1996 til 2000 en med AX identisk model kaldet Proton Tiara på licens. Tiara fandtes i modsætning til AX kun som femdørs. Kofangerne var identiske med AX GT. Tiara var et forsøg fra 1997 under et helikopterstyrt af Protons administrerende direktør Tan Sri Yahaya Ahmad på at vinde mere selvstændighed udenfor Mitsubishis indflydelse og kunne udnytte den dengang moderne dieselmotorteknologi fra PSA Peugeot Citroën. Tiara blev ikke eksporteret.